# Apanteles ivondroensis
Apanteles ivondroensis är en stekelart som beskrevs av Charles Granger 1949. Apanteles ivondroensis ingår i släktet Apanteles och familjen bracksteklar. Inga underarter finns listade i Catalogue of Life.